# 圣维克托德雷诺
圣维克托德雷诺（法語：Saint-Victor-de-Réno，法語發音：[sɛ̃ viktɔʁ də ʁeno] ⓘ）是法国奥恩省的一个旧市镇，位于该省东部偏南，属于莫尔塔涅欧佩什区。2016年1月1日，圣维克托德雷诺和相邻的另外7个市镇合并为新市镇隆尼莱维拉日（Longny les Villages）

## 地理
圣维克托德雷诺（48°30'10"N, 0°41'55"E）面积12.32 平方千米，位于法国诺曼底大区奧恩省，该省份为法国西北部内陆省份，北起顺时针与卡爾瓦多斯省、厄尔省、厄尔-卢瓦省、萨尔特省、马耶讷省和芒什省接壤。
与圣维克托德雷诺接壤的市镇（或旧市镇、城区）包括：凡村、迈松莫日、于讷河畔库尔莫日、拉沙佩勒蒙利容、隆尼莱维拉日、蒙索欧佩什、圣马尔德雷诺。
圣维克托德雷诺的时区为UTC+01:00、UTC+02:00（夏令时）。

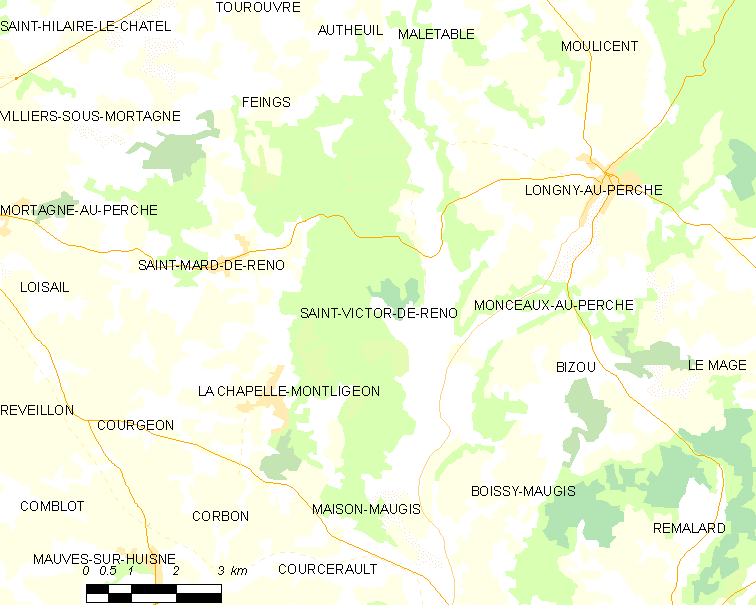
圣维克托德雷诺的OSM定位图

## 行政
圣维克托德雷诺的邮政编码为61290，INSEE市镇编码为61458。

## 政治
圣维克托德雷诺所属的省级选区为图鲁夫尔欧佩什县。

## 人口

1962-2008年间圣维克托德雷诺人口变化图示

圣维克托德雷诺于2018年1月1日时的人口数量为170人。